# グッドマザーズ 母から生まれたすべての人へ
『グッドマザーズ 母から生まれたすべての人へ』はBSジャパンのドキュメンタリー番組である。
2016年9月24日放送終了。

## 概要
この番組は様々な分野で活躍する人々の子育て、母と子の愛情や葛藤や心温まるエピソードなど、母と子の絆をテーマにしたドキュメンタリー番組である。基本的に一つのエピソードを前後編の2部構成で描く。

## ナレーター
- かとうかず子

## 放送日時
- 2013年度　水曜23:24-23:54
- 2014年度　土曜8:30-9:00
- 2015年度　土曜8:00-8:30